# San José (San Francisco)
San José è un comune (corregimiento) della Repubblica di Panama situato nel distretto di San Francisco, provincia di Veraguas. Si estende su una superficie di 56,6 km² e conta una popolazione di 2.555 abitanti (censimento 2010).